# Die Garten Tulln

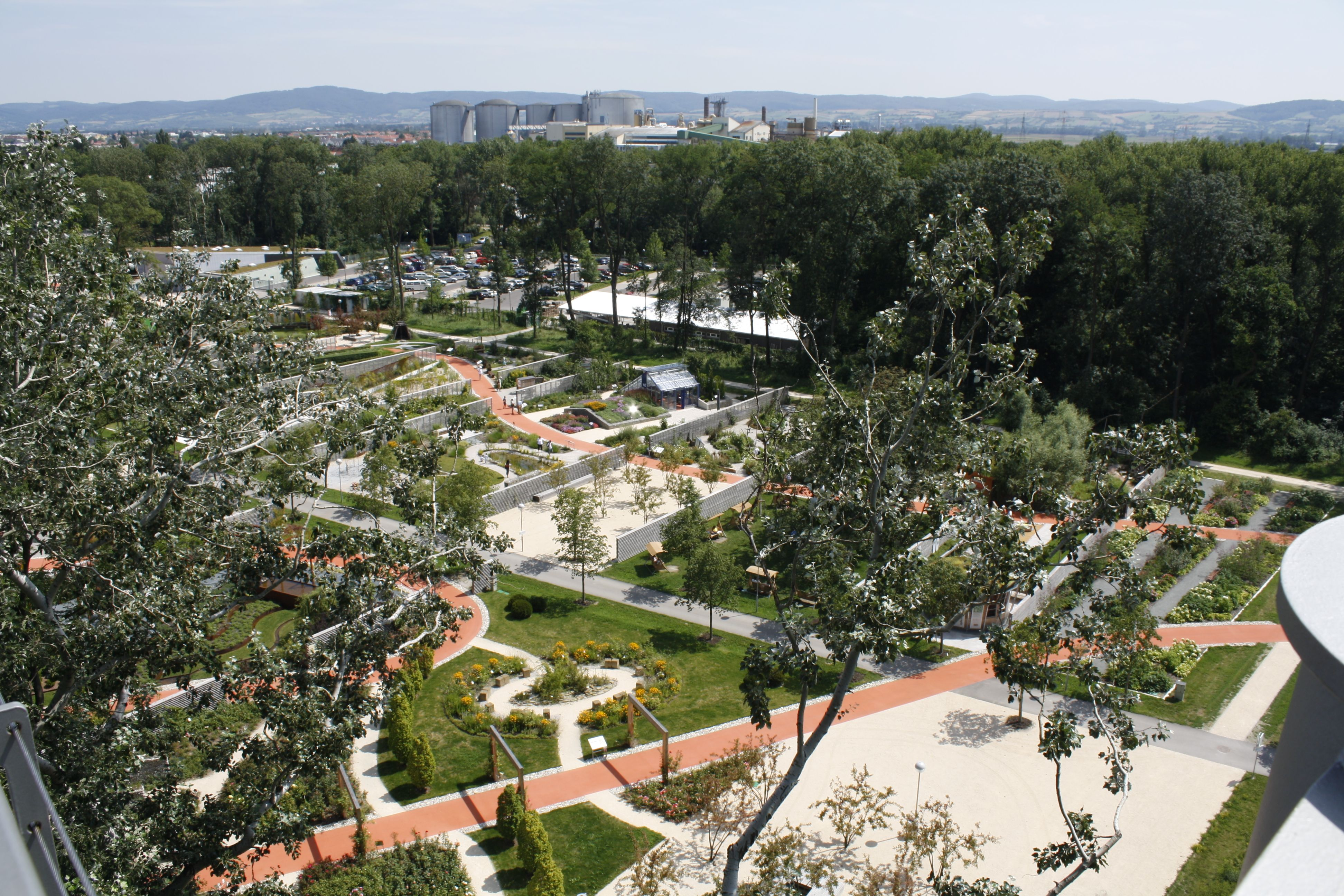
Der Schaugartenbereich

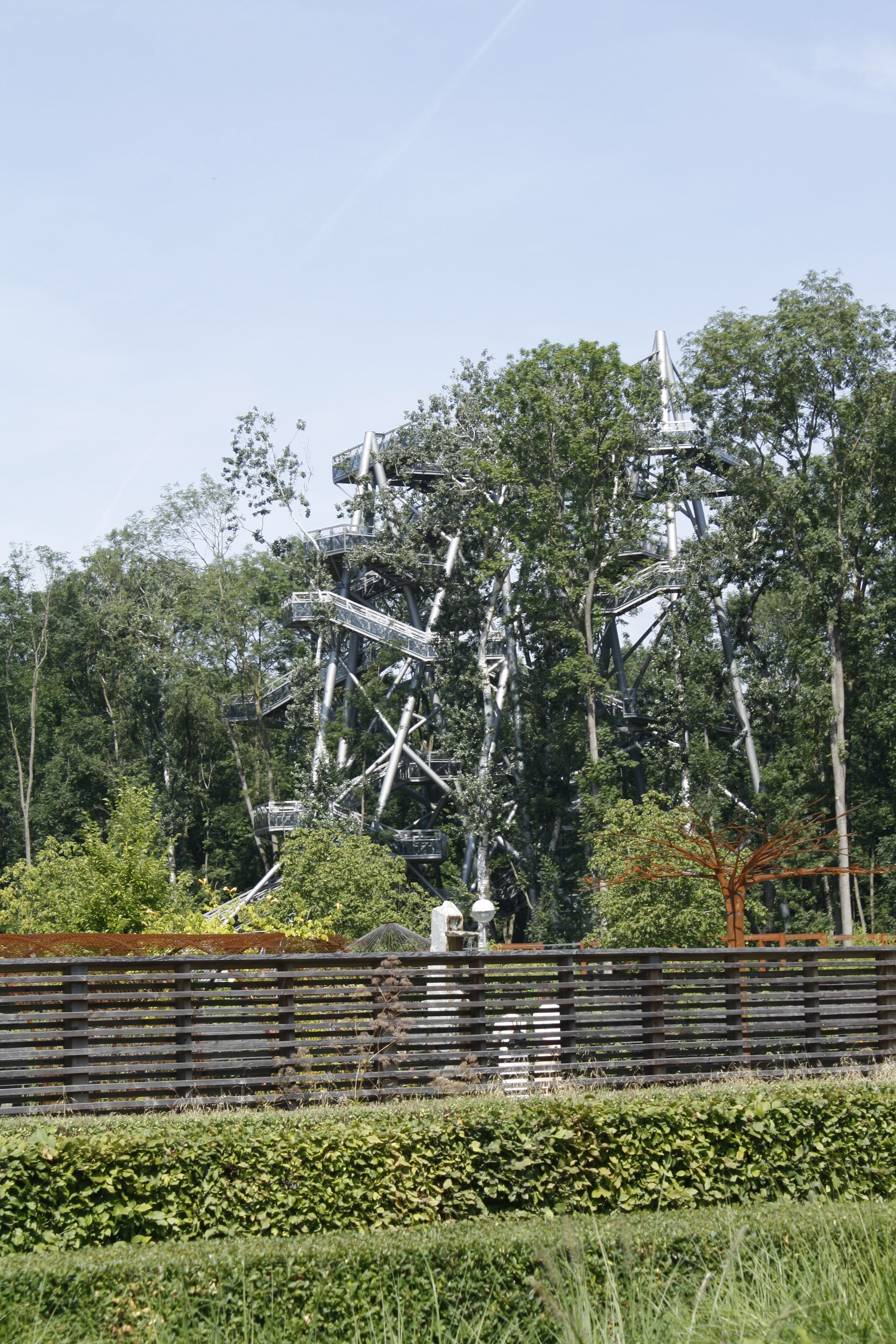
Baumwipfelweg in 30 Meter Höhe

Die Garten Tulln ist eine im Jahr 2008 eingerichtete Landesgartenschau des Bundeslandes Niederösterreich in Tulln an der Donau und wurde anschließend eine Dauereinrichtung.
Die Niederösterreichische Landesgartenschau bezeichnete sich selbst als erste ökologische und dauerhafte Landesgartenschau in Europa.
Nach einer Bauzeit von zwei Jahren erfolgte die Eröffnung im April 2008. Sie wurde von Beginn an nach denselben ökologischen Kriterien, die maßgeblich für die Landesaktion Natur im Garten sind, die die niederösterreichische Landesregierung für die privaten Gartenbesitzer bereits im Jahr 1999 ins Leben rief, erstellt.
Das Gelände liegt westlich der Stadt zwischen dem Tullner Messegelände und der Rosenbrücke über die Donau. Sie gliedert sich in zwei Bereiche, wovon der kleinere Teil mit einer Größe von etwa sieben ha Schaugärten und Pflanzen zeigt, während der größere, 45 ha große Teil aus frei zugänglichem Auwald besteht, der durch Anpflanzung verschiedener Bäume und Sträucher renaturiert sowie mit Weganlagen ausgestattet wurde. So wurden über 27.000 Stauden, 3500 Sträucher und 6000 Sumpf- und Wasserpflanzen in den etwa 60 Schau- und Mustergärten gepflanzt.
Neben den Gärten wurde auch ein Gästebereich mit Restaurant und Seminaranlagen errichtet. Einen Höhepunkt stellt der 30 m hohe Baumwipfelweg dar, der sowohl zu Fuß als auch mit einem Aufzug zu erreichen ist.
Bis September 2009 konnten 500.000 Besucher gezählt werden.
Im Juli 2021 wurde der 3-millionste Besucher empfangen.
Investiert wurden 23 Millionen Euro, was zwar Kritik wegen der Verdoppelung der geplanten Projektkosten durch den Rechnungshof hervorrief, aber von der Landesregierung bedingt durch die Vergrößerung der Anlage gerechtfertigt wird.
Die Garten Tulln ist zusätzlich noch Forschungsstätte, die mit dem Campus Tulln, der IMC Fachhochschule Krems und der Universität für Bodenkultur Wien zusammenarbeitet.
Seit September 2014 ist Die Garten Tulln Mitglied in der Arbeitsgemeinschaft Österreichischer Botanischer Gärten.